# Avstralija
Avstralija (angleško Australia) je ime najmanjše celine na svetu, kot tudi kratko ime države Avstralska zveza (angleško Commonwealth of Australia), ki je po površini šesta največja država na svetu in edina, ki v celoti zavzema kakšno celino ter največja v širši regiji, imenovani Avstralazija. Na severu so prek morja Indonezija, Papua Nova Gvineja in Vzhodni Timor, na jugovzhodu pa Nova Zelandija. Ime Avstralija izhaja iz latinske fraze terra australis incognita, ki pomeni neznana južna dežela.
Avstralija ima 26 milijonov prebivalcev (2021), njeno glavno mesto pa je Canberra. Uradni jezik je angleščina. Leži na južni in vzhodni polobli. Na zahodu jo obdaja Indijski ocean, na vzhodu pa Tihi ocean.
Je najbolj odmaknjena in od Evrope najbolj oddaljena naseljena celina. Zaradi osamljene lege tu živijo posebne prečudovite živali kot so kenguru, koala, kljunaš, kljunati ježek, vombat, emu, kazuar in rastline kot je npr. evkalipt. Evkalipt je značilno avstralsko visoko drevo z debelimi listi in močnim vonjem, kljunaš je sesalec s širokim ploščatim repom, glava je podobna račji in večino časa preživi v vodi, vombat pa je dolg slab meter, dobro koplje in je v ožjem sorodu s koalami.
Avstralijo je odkril James Cook leta 1770. Prvotni prebivalci so bili aborigini. Živeli so v popolnem sožitju z naravo in prepričani so bili, da zemlja ne more biti nikogaršnja last. Aborigini so za lov uporabljali bumerange in kopja. Klasičen bumerang za boj in lov se ni vračal nazaj k metalcu. V klasični obliki ima bumerang 2 kraka v obliki črke L lahko pa ima tudi 3. Po odkritju Avstralije so se vanjo začeli naseljevati belci, ki so preganjali aborigine. Prišlo je do spopadov, ampak neoboroženi domačini se niso mogli kosati z dobro oboroženimi Evropejci. Aborigini so živeli v slabih življenjskih razmerah in bili so slabo izobraženi. Zaradi tega so se začele pojavljati tudi mnoge smrtonosne bolezni in veliko aboriginov je umrlo. Šele po letu 1970 se je vlada zavzela za izboljšanje življenjskih razmer aboriginov, tako da zdaj število aboriginov spet narašča.
Avstralija ima veliko naravnih bogastev kot so: železo, baker, zlato, srebro, diamant, safir, premog, zemeljski plin, nafta, uran in še veliko več. Avstralija je prav tako tudi največja izvoznica boksita iz katerega pridelujejo aluminij.
Avstralsko kmetijstvo pridela večino osnovnih živil, s katerimi lahko zadovolji potrebe domačega prebivalstva, poleg tega pa je pomemben izvoznik volne, pšenice, govejega mesa, sladkorja in konzerviranih živil. Avstralija je največja pridelovalka in izvoznica volne, ter vodilna dobaviteljica govejega mesa. Med ovcami je gotovo najbolj znana merino ovca, ki daje posebno fino volno.

## Zgodovina
Predstava o neznani južni celini (terra australis incognita) sega v čas antične Grčije. Zgodnji raziskovalci in zemljepisci so bili prepričani, da obstaja nekje na jugu velika celina, ki čaka, da jo bodo odkrili. V resnici je bila dežela že poseljena, saj so jo odkrili že pred več kot 40.000 leti. Domnevajo, da so poleg domačinov prvi pristali na neznani celini Bugi – trgovci in pomorščaki z otoka Sulavesi (Celebes) v Indoneziji. Nizozemski kapitani so vnesli na zemljevide velike dele obale med obdobjem velikih odkritij v 17. in 18. stoletju. Eden od njih, Abel Tasman, je leta 1642 odkril Tasmanijo. Britanec Kapitan James Cook je na krovu ladje Endeavour leta 1770 odkril jugovzhodno obalo Avstralije. Jadral je proti severu in se za kratek čas ustavil v zalivu Botany (Botany Bay), ki je danes del Sydneyja, nato pa razvil britansko zastavo na rtu York. Vso vzhodno obalo je proglasil za britansko in ji dal ime Novi Južni Wales.
Ko je Britanija izgubila ameriške kolonije, je morala najti drug kraj, kjer bi lahko naselila svoje kaznjence. Britanska kazenska zakonodaja je bila namreč zelo stroga in zato so bili zapori v Veliki Britaniji prenapolnjeni. Za novo kazensko kolonijo so izbrali zaliv Botany na vzhodni obali, in leta 1787 se je kapitan Arthur odpravil na pot s približno 730 kaznjenci ter več kot 200 vojaki na krovu. Nekatere vojake so spremljale tudi žene in otroci.
Osemmesečno potovanje se je končalo v velikem pristanišču približno 11 km severno od zaliva Botany. Razvili so britansko zastavo in 26. januarja 1788 dali zalivu ime Sydney.
Prvi naseljenci so morali na začetku premagovati hude težave. Letina je bila slaba, domače živali so izginjale v goščavju, in priseljenci, ki so vedeli o poljedelstvu le malo ali skoraj nič, so večkrat stradali, saj so morali čakati na naslednjo ladjo več kot dve leti. Živeli so na razmeroma majhnem prostoru ob obali ob vznožju mogočnih Modrih gora vse do leta 1813, ko so trije podjetni raziskovalci, Gregory Blaxland, William Lawson in William Wentworth, končno le odkrili pot čez gore ter prišli do prostranih ravnin, ki so vodile v notranjost dežele.

## Geografija

### Površina
Avstralija je najbolj ravna celina na svetu; najvišja točka je Mount Kosciusko, visok 2228 m, v Novem Južnem Walesu.

### Podnebje
Na severu je podnebje savansko. V osrednjem in zahodnem delu celine je podnebje puščavsko zaradi česar rastja ni veliko, izjema je evkalipt. Na skrajnem jugu je podnebje sredozemsko, rastje je tipično mediteransko (pogoste oljke, agrumi, ipd). Na vzhodu je podnebje pretežno celinsko, zaradi česar uspeva travniško rastlinstvo.

### Države in teritoriji
Avstralijo sestavlja šest držav, dva večja zemeljska teritorija in več manjših teritorijev.

#### Države
- Novi Južni Wales (NSW) (Sydney)
- Viktorija (VIC) (Melbourne)
- Queensland (QLD) (Brisbane)
- Južna Avstralija (SA) (Adelaide)
- Zahodna Avstralija (WA) (Perth)
- Tasmanija (TAS) (Hobart)

#### Celinski teritoriji
- Teritorij glavnega mesta Avstralije (ACT) (Canberra)
- Severni teritorij (NT, Northern Territory) (Darwin)
- Jervisov zaliv (Jervis Bay)

#### Zunanji teritoriji
- Ashmorovi in Cartierovi otoki
- Norfolški otok
- Božični otoki
- Kokosovi otoki
- Teritorij otokov Koralnega morja
- Heardov otok in McDonaldovi otoki
- Avstralski antarktični teritorij

## Rastlinstvo in živalstvo
Avstralija je edina celina, ki je od ostalih celin fizično ločena. Zaradi tega se je na njej razvilo popolnoma svojevrstno rastlinstvo in živalstvo, kakršnega ne najdemo nikjer drugje. Okoli 85% vrst semenk, 84% sesalcev, več kot 45% ptic ter 89% priobalnih vrst rib je endemnih in jih najdemo samo v Avstraliji. K raznolikosti življenja prispeva dejstvo, da obsega zelo raznolike habitate, čeprav je podnebje v večjem delu države suho ali polsuho.

### Rastlinstvo
Sever je večinoma poraščen s savano, medtem ko je na skrajnem severu prisoten tropski deževni gozd. Večina gozdov je zimzelenih, prevladuje evkalipt. Osrednji, južni in zahodni del so neporasli oz. je rastje skromno, v teh okoljih prevladujejo akacije. Na jugovzhodu in jugozahodu je rastlinstvo mediteransko. Tu gojijo vinsko trto in agrume.Tako raznoliko kot živalstvo je raznoliko tudi avstralsko rastlinstvo. Suh svet goličavja, »bush«, je dom okoli 9000 vrst cvetnic. V troskih deževnih gozdovih na severu raste na stotine različnih dreves, najbolj značilno in najbolj nenavadno avstralsko drevo pa je nedvomno evkalipt.
Ta visoka drevesa z velikimi krošnjami uspevajo v prostranih sušnih območjih, ker lahko njihovi debeli gumijasti listi ohranijo vodo, korenine pa segajo globoko v zemljo. Avstralska sušna območja pogosto upostošijo hudi požari, skorja evkaliptovih pa odbija vročino in je tako skoraj varna pred ognjem.
Človek je s svojim početjem avstralsko naravo močno ogrozil. Evropejci, ki so se izkrcali v Avstraliji pred dvema stoletjema, so uničili cela območja, zlasti po 2. svetovni vojni. V nekaterih delih Zahodne Avstralije je izginilo več kot 90% rastlin in živali, katerih obstoj je bil odvisen od njih. Ogrožene pa so tudi preostale vrste, čeprav na zunaj tega ni videti. V Avstraliji živi na primer še veliko kakadujev, vendar nekateri od teh ptičev z dolgo življenjsko dobo že nekaj desetletij niso valili.
K uničenju avstralske narave so veliko pripomogle tudi živali, ki so jih pripeljali s seboj Evropejci. Zajci, na primer, so opustošili prostrane pašnike, še veliko večjo škodo pa so po mnenju varstvenikov povzročile mačke in lisice, ki so jih uvozili v 19. stoletju za lov. Ugotovili so da je v zadnjem desetletju izginilo več kot 90% avstralskih vrečarjev, ki so bili v veliki meri plen uvoženih evropskih plenilcev.
Avstralci se danes bojujejo z vsemi dovoljenimi sredstvi, da bi ohranili to, kar je še ostalo. Gibanje za varstvo in ohranitev narave postaja čedalje močnejše, čeprav se številni politiki ne navdušujejo za zelene ideale.

### Živalstvo
Svojevrstnost avstralskega živalstva je najbolj očitna skozi veliko število vrst vrečarjev, ki tam prebivajo. Najbolj znani med njimi so kenguruji, koale, tasmanski vragi, vombati ter numbati in oposumi. Tudi ostali razredi živali so se razvili ločeno. Med najbolj znanimi so tjulnji in kiti. Pomembni sta tudi edini vrsti sesalcev, ki ležeta jajca: kljunati ježki in kljunaši. Opazen je vpliv človeka na sestavo favne: po mnenju nekaterih paleontologov so prvi naseljenci pred približno 46.000 leti povzročili izumrtje mnogih predstavnikov avstralske megafavne in močno spremenili ekosistem. Nekatere druge vrste, kot je tasmanski tiger, so izumrle po prihodu evropskih naseljencev.

#### Plazilci
Tudi avstralski plazilci so se razvili ločeno od ostalih vrst plazilcev po svetu, vendar se od ostalih po videzu ne ločijo tako očitno kot sesalci, zato so v splošnem manj poznani. S 755 znanimi vrstami, od katerih je 82 % endemnih, ima Avstralija najbolj pestro favno plazilcev med vsemi državami.
Najbolj poznane so avstralske strupene kače. Tu živi 10 najbolj strupenih kač na svetu, kljub temu pa v Avstraliji zaradi velikosti in neposeljenosti države ter dobre zdravniške oskrbe zaradi ugriza kač umre zelo malo ljudi.

#### Ptice
Za mnoge avstralske ptice je značilna neobičajna velikost, saj kazuarji (predvsem emu) krepko presegajo naše predstave o velikosti ptic. Te ptice prav zaradi svoje velikosti nimajo naravnih plenilcev, ali pa so plenilke kar same.
V avstraliji domuje veliko vrst papig, na primer kakaduji in skobčevke, pa tudi mnoge »vodne« ptice, na primer pingvini in vodomci.

## Prebivalstvo
Pretežni del prebivalstva ima britanske prednike. Ker pa je Avstralija večnarodnostna država, govorijo njeni prebivalci tudi druge jezike, predvsem grščino in italijanščino. V Avstraliji živi tudi zelo veliko priseljencev iz drugih evropskih držav in Azije. Domačini – Aborigini – prvotni prebivalci Avstralije, so danes le še manjšina.
| Največja mesta države Avstralija (ocena Avstralskega statističnega urada, 2008) | Največja mesta države Avstralija (ocena Avstralskega statističnega urada, 2008) | Največja mesta države Avstralija (ocena Avstralskega statističnega urada, 2008) | Največja mesta države Avstralija (ocena Avstralskega statističnega urada, 2008) | Največja mesta države Avstralija (ocena Avstralskega statističnega urada, 2008) | Največja mesta države Avstralija (ocena Avstralskega statističnega urada, 2008) | Največja mesta države Avstralija (ocena Avstralskega statističnega urada, 2008) | Največja mesta države Avstralija (ocena Avstralskega statističnega urada, 2008) | Največja mesta države Avstralija (ocena Avstralskega statističnega urada, 2008) | Največja mesta države Avstralija (ocena Avstralskega statističnega urada, 2008) |
|                                                                                 | Rang                                                                            | Ime                                                                             | Zvezna država                                                                   | Preb.                                                                           | Rang                                                                            | Ime                                                                             | Zvezna država                                                                   | Preb.                                                                           |                                                                                 |
| ------------------------------------------------------------------------------- | ------------------------------------------------------------------------------- | ------------------------------------------------------------------------------- | ------------------------------------------------------------------------------- | ------------------------------------------------------------------------------- | ------------------------------------------------------------------------------- | ------------------------------------------------------------------------------- | ------------------------------------------------------------------------------- | ------------------------------------------------------------------------------- | ------------------------------------------------------------------------------- |
| Sydney Melbourne                                                                | 1                                                                               | Sydney                                                                          | Novi Južni Wales                                                                | 4.399.722                                                                       | 11                                                                              | Hobart                                                                          | Tasmanija                                                                       | 209.287                                                                         | Brisbane Perth                                                                  |
| Sydney Melbourne                                                                | 2                                                                               | Melbourne                                                                       | Viktorija (Avstralija)                                                          | 3.892.419                                                                       | 12                                                                              | Geelong                                                                         | Viktorija (Avstralija)                                                          | 172.300                                                                         | Brisbane Perth                                                                  |
| Sydney Melbourne                                                                | 3                                                                               | Brisbane                                                                        | Queensland                                                                      | 1.945.639                                                                       | 13                                                                              | Townsville                                                                      | Queensland                                                                      | 162.730                                                                         | Brisbane Perth                                                                  |
| Sydney Melbourne                                                                | 4                                                                               | Perth                                                                           | Zahodna Avstralija                                                              | 1.602.559                                                                       | 14                                                                              | Cairns                                                                          | Queensland                                                                      | 142.001                                                                         | Brisbane Perth                                                                  |
| Sydney Melbourne                                                                | 5                                                                               | Adelaide                                                                        | Južna Avstralija                                                                | 1.172.105                                                                       | 15                                                                              | Toowoomba                                                                       | Queensland                                                                      | 125.339                                                                         | Brisbane Perth                                                                  |
| Sydney Melbourne                                                                | 6                                                                               | Gold Coast                                                                      | Queensland                                                                      | 558.888                                                                         | 16                                                                              | Darwin                                                                          | Severni teritorij                                                               | 120.652                                                                         | Brisbane Perth                                                                  |
| Sydney Melbourne                                                                | 7                                                                               | Newcastle                                                                       | Novi Južni Wales                                                                | 531.191                                                                         | 17                                                                              | Launceston                                                                      | Tasmanija                                                                       | 104.649                                                                         | Brisbane Perth                                                                  |
| Sydney Melbourne                                                                | 8                                                                               | Canberra                                                                        | Avstralski glavni teritorij                                                     | 395.126                                                                         | 18                                                                              | Albury                                                                          | Novi Južni Wales                                                                | 102.894                                                                         | Brisbane Perth                                                                  |
| Sydney Melbourne                                                                | 9                                                                               | Wollongong                                                                      | Novi Južni Wales                                                                | 284.169                                                                         | 19                                                                              | Ballarat                                                                        | Viktorija (Avstralija)                                                          | 91.787                                                                          | Brisbane Perth                                                                  |
| Sydney Melbourne                                                                | 10                                                                              | Sunshine Coast                                                                  | Queensland                                                                      | 237.562                                                                         | 20                                                                              | Bendigo                                                                         | Viktorija (Avstralija)                                                          | 88.031                                                                          | Brisbane Perth                                                                  |

### Avstralski domorodci
Domačini, znani tudi kot aborigini, so prišli v Avstralijo verjetno pred več kot 40.000 leti iz Azije. Med plovbo s kanuji iz lubja so se domnevno izkrcali na tropskem severu Avstralije. S seboj so pripeljali divje pse, prednike današnjih dingov. Ti kamenodobski lovci in nabiralci sicer niso imeli loka in puščice, pri lovu pa sta jim pomagali dobro premišljeni pripravi: bumerang in woomera, posebno lučalo kopja. Ko so na avstralski obali leta 1788 pristali prvi Evropejci, da bi ustanovili kazensko kolonijo, je živelo na vsej celini približno 300.000 domačinov, ki so govorili 200 različnih narečij. Živeli so v popolnem sožitju z naravo in vsemi živimi bitji, prepričani, da zemlja ne more biti nikogaršnja last. Narava, ki jim je dajala vodo in hrano, je bila po njihovem mnenju dediščina, ki so jo zapustili njihovi predniki vsem.

## Gospodarstvo
Državna valuta je avstralski dolar. Avstralija je ena izmed gospodarskih velesil sveta, vendar pa je po sami zasnovi svojega gospodarstva med velesilami edinstvena. Več kot 60 % vsega njenega izvoza namreč predstavljajo kmetijski izdelki in surovine.
Dandanes sta rudarstvo in energetika pri izvozu pomembnejša od kmetijstva, vendar pa so velikega pomena tudi nekateri kmetijski izdelki, še posebej volna (v Avstraliji je okoli 170 milijonov ovac) in govedina. Avstralija je v svetu na prvem mestu po pridelavi boksita, svinca in diamantov, na drugem mestu po pridelavi železa, cinka in urana in na tretjem mestu po pridelavi zlata in srebra.
Avstralija je domače gospodarstvo dolgo ščitila z visokimi carinami za tuje izdelke, po odpravi le-teh pa so začeli na njihov trg vedno bolj vdirati izdelki »Malih azijskih tigrov«. Njihov najpomembnejši trgovski partner je Japonska. Avstralci izvažajo surovino za izdelavo aluminija boksit in mlečne ter mesne izdelke.

## Kultura
Avstralija še vedno ohranja trdne vezi z nekdanjo matično deželo, Združenim kraljestvom. Avstralci vozijo po levi strani ceste, angleščina pa je de facto uradni jezik. Še danes je tudi v mestih pogost pozdrav »G'day, mate« (dober dan tovariš), pozdrav, ki je spomin na pionirske čase, ko naseljenci v negostoljubni, sovražni deželi drug brez drugega ne bi mogli preživeti.((cn)) Od mest oddaljene družine šolajo otroke doma, kasneje jih pošljejo v mesta v izpopolnitev izobrazbe. Le malo Avstralcev živi izven urbanih območij, a tudi ti najpogosteje izberejo dom v rudarskih središčih.

### Šolstvo
Otroci obiskujejo v glavnem šole, ki jih financira država, približno četrtina vseh šoloobveznih otrok pa se šola v katoliških ali drugih zasebnih šolah, kjer plačujejo šolnino. Mnogi prebivalci redkeje poseljenih območij se šolajo na daljavo ali doma. V večini držav velja šolska obveznost od petega do petnajstega leta.

### Šport
V Avstraliji sta med najpomembnejšimi športi kriket ter avstralski nogomet, avstralski športniki so pogosto uspešni tudi na jadralnih ter plavalnih prvenstvih. Avstralci so nastopali na vseh poletnih olimpijskih igrah moderne dobe, od katerih je Avstralija gostovala dve: leta 1956 v Melbournu in leta 2000 v Sydneyju. Med odmevnejšimi mednarodnimi športnimi dogodki sta še vsakoletna Odprto prvenstvo Avstralije v tenisu in Velika nagrada Avstralije (Formula 1).

## Znamenitosti

### Kulturne znamenitosti
- Sydneyjska opera

#### Najvišje zgradbe v Avstraliji
- Gold Coast – Q1 – 323 m
- Sydney – Sydney Tower – 305m
- Melbourne – Eureka Tower – 297 m
- Brisbane – Vision Brisbane – 283 m
- Melbourne – 120 Collins Street – 264 m
- Melbourne – 101 Collins Street – 260 m
- Melbourne – Rialto Towers – 251 m
- Perth – Central Park – 249 m
- Sydney – Chifley Tower – 244 m
- Sydney – Citigroup Centre – 243 m
- Sydney – Deutsche Bank Place – 240 m
- Sydney – World Tower – 230 m
- Sydney – MLC Centre – 228 m
- Sydney – Governor Phillip Tower – 227 m
- Sydney – Latitude – 222 m
- Sydney – Aurora Place – 219 m
- Melbourne – Telstra Corporate Building – 218 m
- Perth – BankWest Tower– 214 m
- Melbourne – Melbourne Central – 211 m
- Brisbane – Aurora – 207 m
- Melbourne – Freshwater Place – 205 m
- Brisbane – Riparian Plaza – 200 m

Stolpi v gradnji
- Gold Coast – ANA Motel – 243 m, predvidoma leta 2008
- Gold Coast – Soul – 240 m, predvidoma leta 2007
- Gold Coast -–Circle on Cavill Stolp B – 219 m, predvidoma leta 2007

### Naravne znamenitosti
- Uluru
- Veliki koralni greben
- Ballova piramida